# Seznam italijanskih sociologov
Seznam italijanskih sociologov in politologov

## A
- Paolo Alatri (politolog)
- Francesco Alberoni
- Pino Arlacchi

## B
- Stefano Bartolini 1952 –  (politolog)
- Lelio Basso 1903 – 1978 (politolog)
- lderico Bernardi (1937 – 2021)
- Norberto Bobbio 1909 – 2004 (politolog)
- Darko Bratina
- Rocco Buttiglione (politolog)?

## C
- Giorgio Campanini (1930 –  politolog-zgodovinar političnih idej)
- Umberto Cerroni (1926 – 2007: politolog-zgodovinar političnih idej?)

## D
- Paola Di Nicola
- Danilo Dolci, 1924 – 1997, Sicilijanski Gandhi
- Pierpaolo Donati 1946 -

## F
- Enrico Ferri

## G
- Corrado Gini
- Luigi (Gigi) Graziano (politolog)

## I
- Massimo Introvigne

## L
- Cesare Lombroso
- Luigi Luzzatti

## M
- Livio Maitan
- Francesco Martinelli
- Robert Michels (1876 – 1936) (nemško-ital.)
- Gaetano Mosca (1858 – 1941: politolog)

## N
- Antonio Negri

## P
- Angelo Panebianco, 1948 (politolog)
- Vilfredo Pareto
- Carlo Petrini

## R
- Franco Rodano (politolog)
- Mauro Rostagno, 1942 – 1988
- Riccardo Ruttar

## S
- Giovanni Sartori, 1924 – 2017 (politolog)
- Altiero Spinelli, 1907 – 1986

## T
- Giuseppe Toniolo
- Matteo Truffelli (1970 - politolog-zgodovinar političnih idej)
- Filippo Turati